# Лобва (река)
Ло́бва — горно-таёжная река в Свердловской области России, левый приток реки Ляли.
Длина — 222 км, площадь водосборного бассейна — 3250 км². Среднемноголетний расход воды на гидропосту посёлка Лобва — 20,1 м³/с.
Исток на главном уральском водоразделе в 13 км на юг от посёлка Кытлыма, в 8 км на северо-запад от вершины горы Павдинский Камень. Скорость течения в верховье — не менее 0,8 м/с. Урез устья — 73,0 м. В нижнем и среднем течении сильно петляет, встречаются старицы, берега местами заболочены.
Берега утёсисты и круты и состоят из известняков, заключающих множество пещер со сталактитами, в которых вогулы, по преданию, некогда отправляли своё богослужение.

## Притоки
(расстояние от устья):
- 28 км: Лямпа
- 32 км: Коноплянка
- 47 км: Лата
- 60 км: Кедровая
- 68 км: Рыбная
- 80 км: Большая Катасьма
- 115 км: Шайтанка
- 137 км: Малая Талица
- 138 км: Ёлва
- 151 км: Кушва
- 170 км: Кислая
- 183 км: Иов
- 191 км: Серебрянка 2-я
- 197 км: Серебрянка
- 203 км: Конжаковка
- 204 км: Катышёр

## Происхождение названия
Э. М. Мурзаев ставит название реки Лобва в один ряд с многочисленными топонимами, содержащими корни лоб, лоп, люб, лаб, и со ссылкой на А. И. Соболевского возводит их к древнему alb (белый).
А. К. Матвеев считает, что название реки происходит от коми-пермяцкого слова лӧп — «древесный хлам, сор в реке». Он указывает также мансийское название Лобвы — Луопъя, которое сопоставляет с мансийскими словами лупи, лоп, лопи, что значит «бурелом, валежник».

## Населённые пункты
В долине Лобвы находятся населённые пункты (от истока к устью): Кытлым, Чёрный Яр, Старый Перевоз (заброшен), Верхняя Лобва, Красный Яр, Коптяки, Лопаево, Лобва. В верхнем течении по долине проходит автодорога Карпинск — Кытлым.
| Средний расход воды (м³/с) реки Лобва по месяцам и за год с 1932 по 1989 гг. (замеры производились на гидрологическом посту в районе п. Лобва, в 29 км от устья) |